# Arash Motor Company
«Arash Motor Company» — британский производитель суперкаров и гиперкаров, базирующийся в Ньюмаркете, графство Суффолк.

## История
С 1999 г. начала новая эра спортивных автомобилей английской компании Arash — был создан Farboud GT. Это авто воплотило в себе необычный дизайн в стиле авангард и лучшие аэродинамические характеристики, позволявшие достигать значительной скорости.

## Деятельность

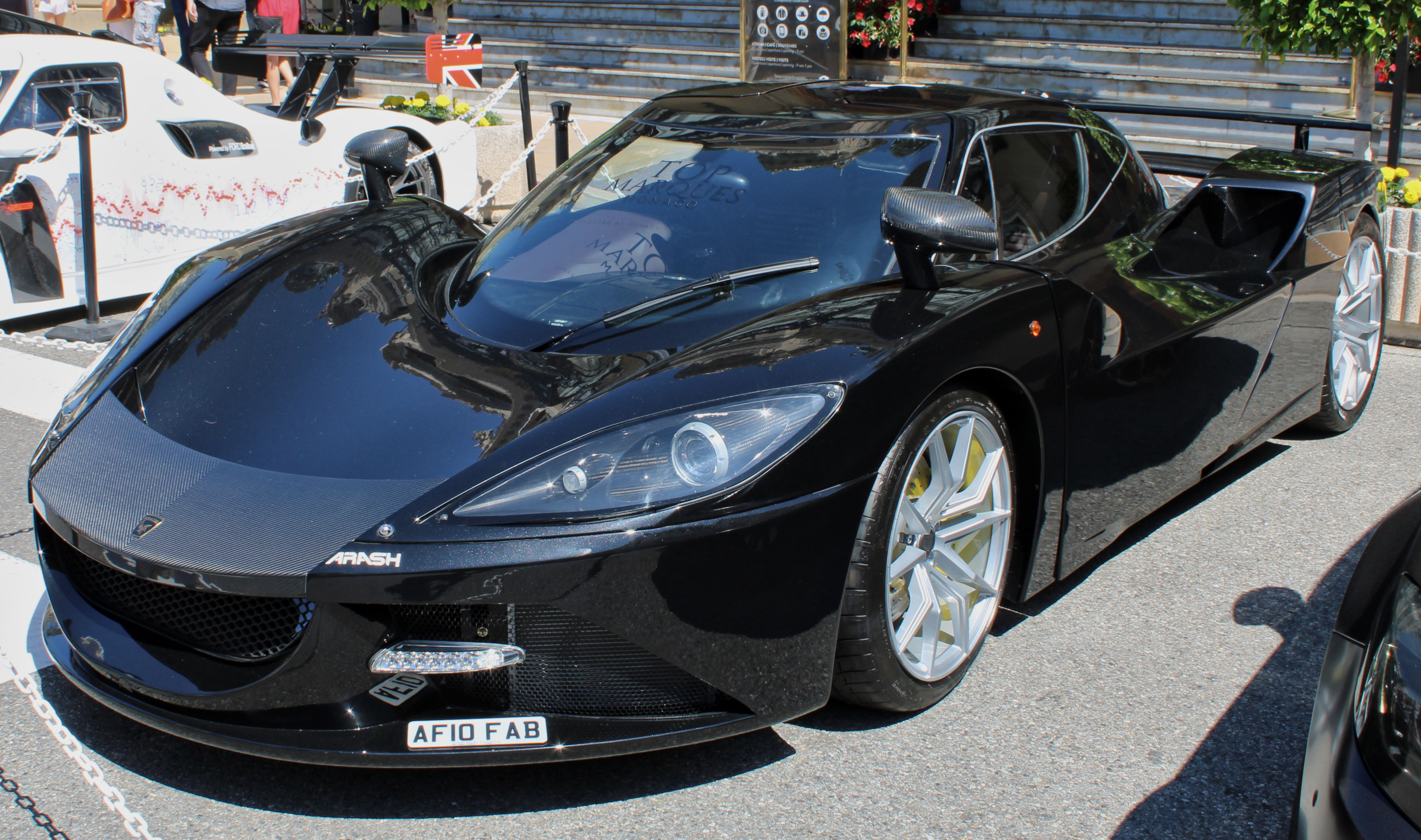
Arash AF-10

Частная британская компания основана Арашем Фарбоу. С первых дней своего существования предприятие было нацелено на производство автомобилей эксклюзивных по мощности и удобству. Однако выпуск обещанного Arash AF-10 постоянно откладывался. Несмотря на трудности, компания в 2003 году представила первый прототип, названный Arash GT. Этот автомобиль был показан на Британском автошоу и вызвал немалый интерес у профессионалов.
В 2006 году новый Arash был показан в Лондоне в свете очередного автошоу. 2009 год ознаменовался выпуском Arash AF-10. Дизайн его во многом был схож со стилем Ferrari Enzo. В его производстве был задействованы самые современные материалы, такие как: карбон, слоистый пластик.
С 2006 г. по 2011 г. автомобильная компания производила модели Farboud GT и Farboud GTS. Участие в различных гоночных соревнованиях каждый раз позволяло модернизировать и совершенствовать авто. Все наработки и опыт воплотились в новой модели Arash AF-10. Разработки и производство новых авто продолжается на сегодняшний день.